# Liste der Straßennamen von Creglingen

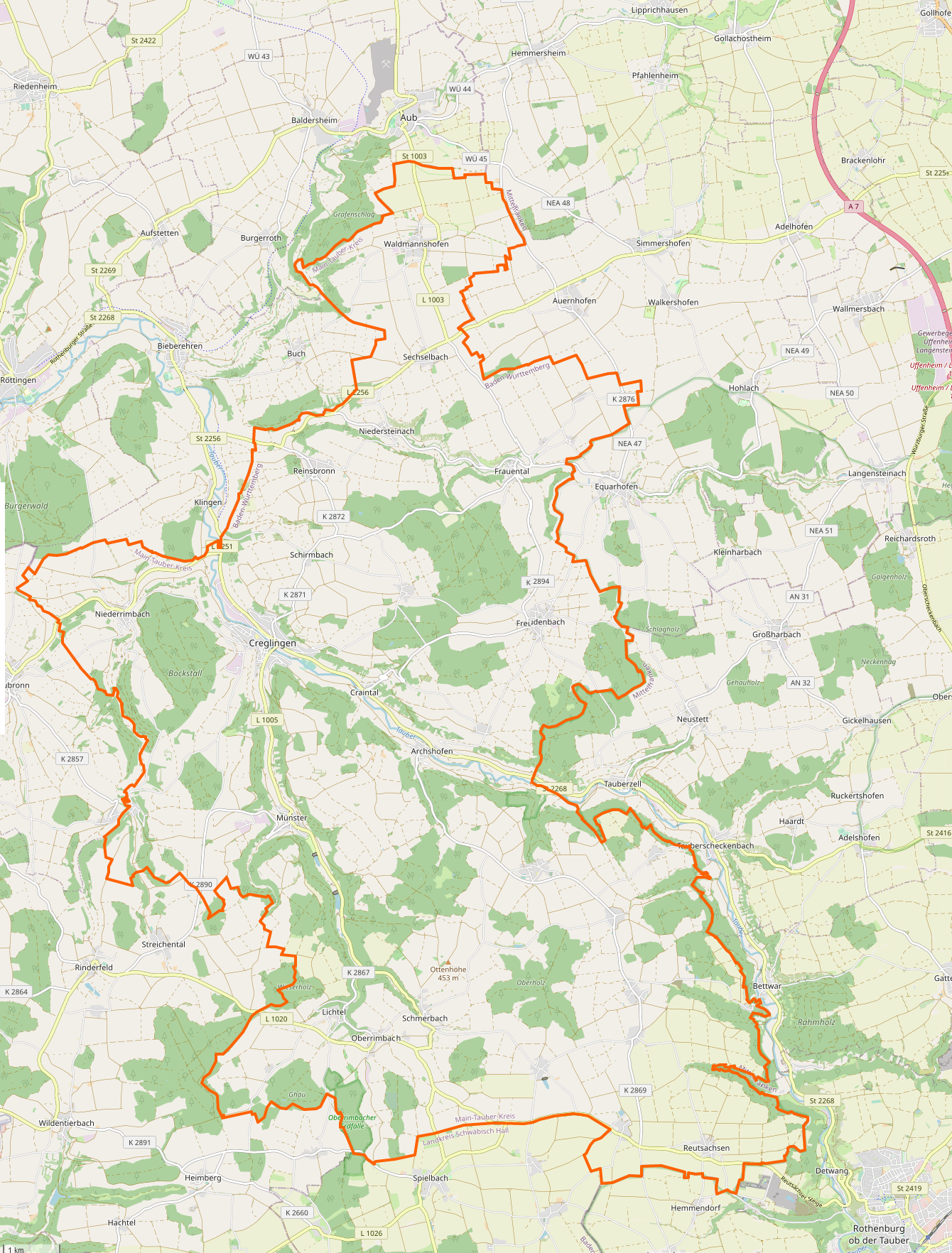
Gemarkung und Lage der Stadt Creglingen

Wappen der Stadt Creglingen

Diese Liste der Straßennamen von Creglingen zeigt die Namen der aktuellen und historischen Straßen, Gassen, Wege und Plätze der Stadt Creglingen und deren Stadtteile (Archshofen, Blumweiler, Craintal, Finsterlohr, Frauental, Freudenbach, Münster, Niederrimbach, Oberrimbach, Reinsbronn, Schmerbach und Waldmannshofen) sowie deren Namensherkunft, Namensgeber oder Bedeutung, sofern bekannt.
Der Artikel ist Teil der übergeordneten Liste der Straßennamen im Main-Tauber-Kreis. Die Liste erhebt keinen Anspruch auf Vollständigkeit.
| Rad- und Wanderwege – Einzelnachweise – Weblinks |

## A
- Äckerbrunnenring
- Äckerbrunnenweg
- Alte Niederrimbacher Straße – in Creglingen in Richtung des Stadtteils Niederrimbach
- Am Kirchberg
- Am Rosengarten
- Am Stutz
- Am Zwinger
- Archshofen – im gleichnamigen Stadtteil Archshofen

## B

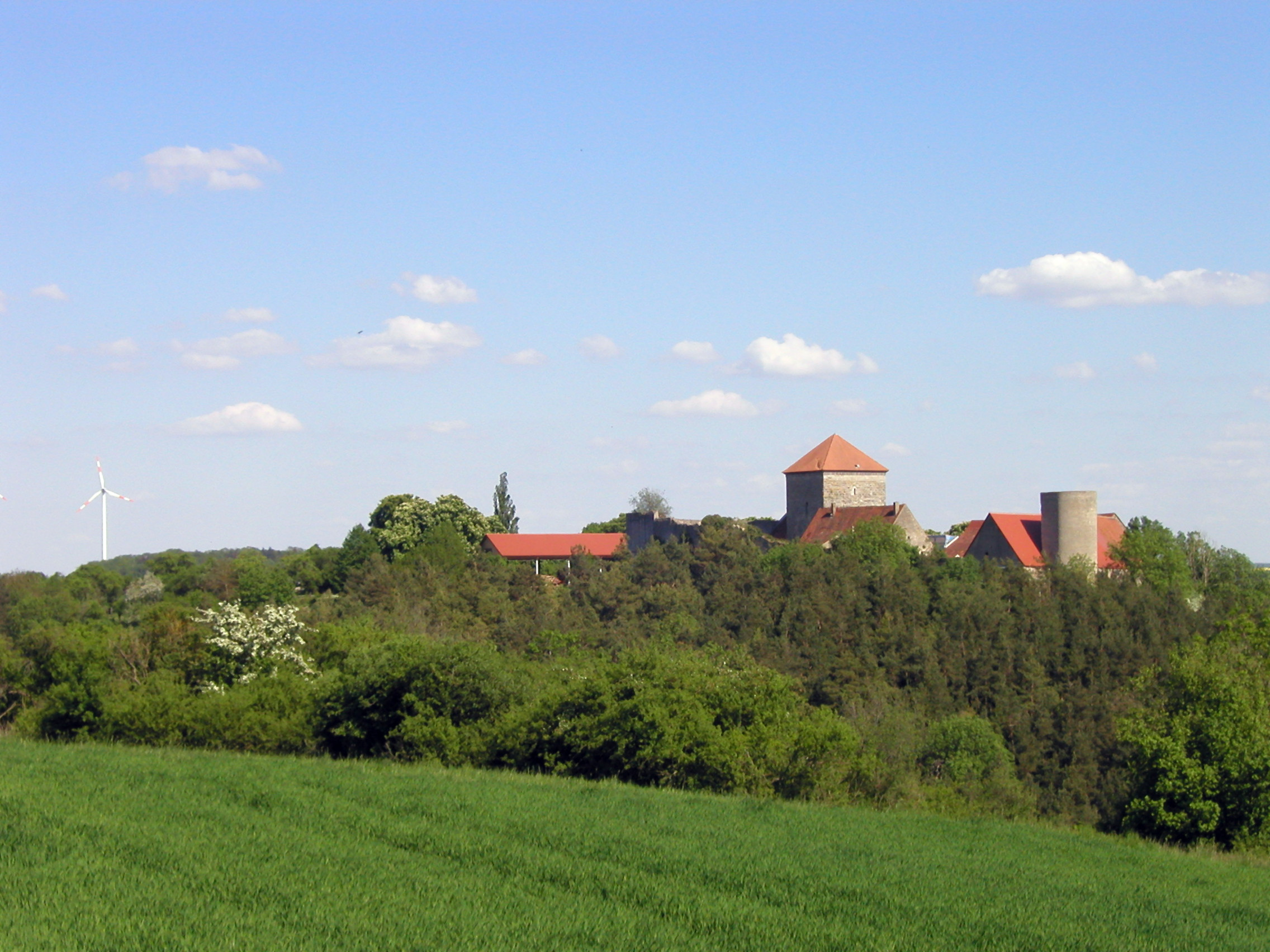
Burg Brauneck, Brauneck 1

- Bad Mergentheimer Straße – in Creglingen in Richtung Bad Mergentheim
- Badgasse
- Barfusspfad
- Brauneck – im Gehöft Brauneck auf der Gemarkung des Stadtteils Reinsbronn

## C
- Craintaler Weg – in Creglingen in Richtung des Stadtteils Craintal

## E
- Erdbach – im gleichnamigen Weiler Erdbach auf der Gemarkung des Stadtteils Freudenbach
- Erdbacher Straße – in Creglingen in Richtung des Weilers Erdbach
- Eulenbergweg

## F

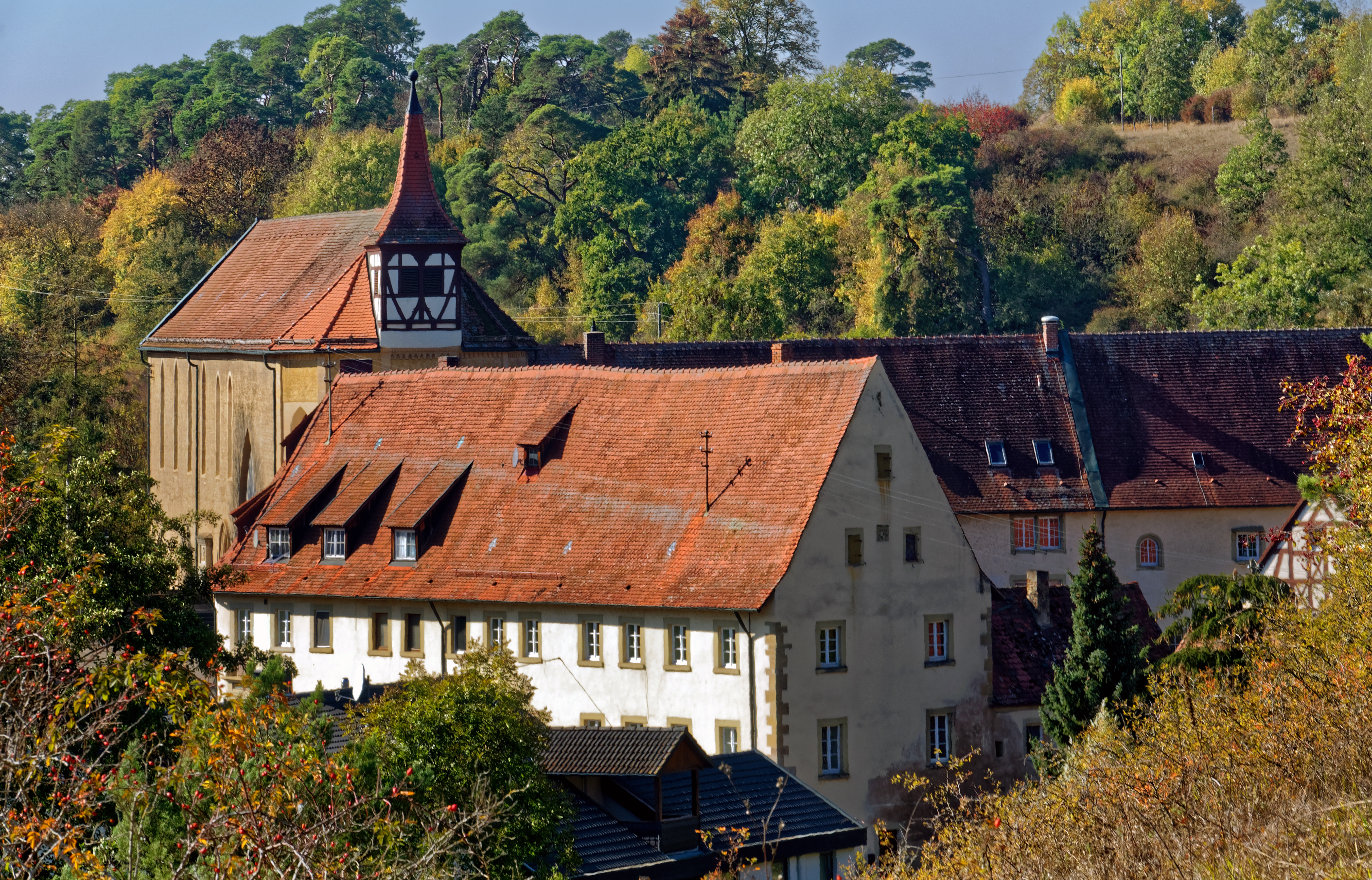
Klosterkirche (Frauental 39) und Kloster Frauental (Frauental 53)

- Frauental – im gleichnamigen Stadtteil Frauental
- Freudenbach – im gleichnamigen Stadtteil Freudenbach

## G
- Gartenweg
- Goethestraße – benannt nach Johann Wolfgang von Goethe

## H
- Hahnenweg
- Hauptstraße
- Herrgottstal – benannt durch die Lage am Herrgottsbach
- Heysersklingenweg
- Hölderlinweg
- Holzspitzenweg
- Hörle

## I
- Im Äckerbrunnen
- Im Schicken
- Imsweg
- Industriestraße

## J
- Johann-Dreher-Weg
- Johannisbergstraße

## K
- K 2867 – in Lichtel und Oberrimbach
- K 2868 – in Schmerbach
- K 2869 – in Archshofen, Finsterlohr, Schonach, Wolfsbuch und Weiler
- K 2871 – in Creglingen, Schirmbach und Frauental
- K 2872 – in Reinsbronn
- K 2875 – in Niedersteinach und Frauental
- K 2890 – in Münster
- K 2894 – in Frauental, Freudenbach und Craintal
- Kalkofenweg
- Karl-Schnell-Straße
- Kieselallee
- Kieselweg
- Kirchenstaffel
- Kirchplatz
- Klingener Straße
- Kohlesmühle – am gleichnamigen Wohnplatz Kohlesmühle
- Kreuzstraße
- Kringelsbergweg

## L
- L 1003 – in Waldmannshofen und Niederrimbach
- L 1005 – in Creglingen, Münster und Schmerbach
- L 1020 – in Oberrimbach, Schwarzenbronn und Reutsachsen
- L 2251 – in Creglingen, Craintal und Archshofen
- Lichtel – im gleichnamigen Weiler Lichtel auf der Gemarkung des Stadtteils Oberrimbach
- Lindleinstraße

## M
- Mörikestraße
- Mühlweg
- Münster – im gleichnamigen Stadtteil Münster

## N
- Neue Straße
- Niedersteinach – im gleichnamigen Weiler Niedersteinach auf der Gemarkung des Stadtteils Reinsbronn

## O
- Oberer Schickenweg
- Ölmühle

## P
- Panoramastraße
- Pilsenweg
- Poststraße

## R
- Reinsbronn – im gleichnamigen Stadtteil Reinsbronn
- Riemenschneiderbrücke
- Romgasse
- Rötersteige
- Röteweg
- Rothenburger Straße

## S
- Schafgärtenweg
- Schickenweg
- Schillerstraße

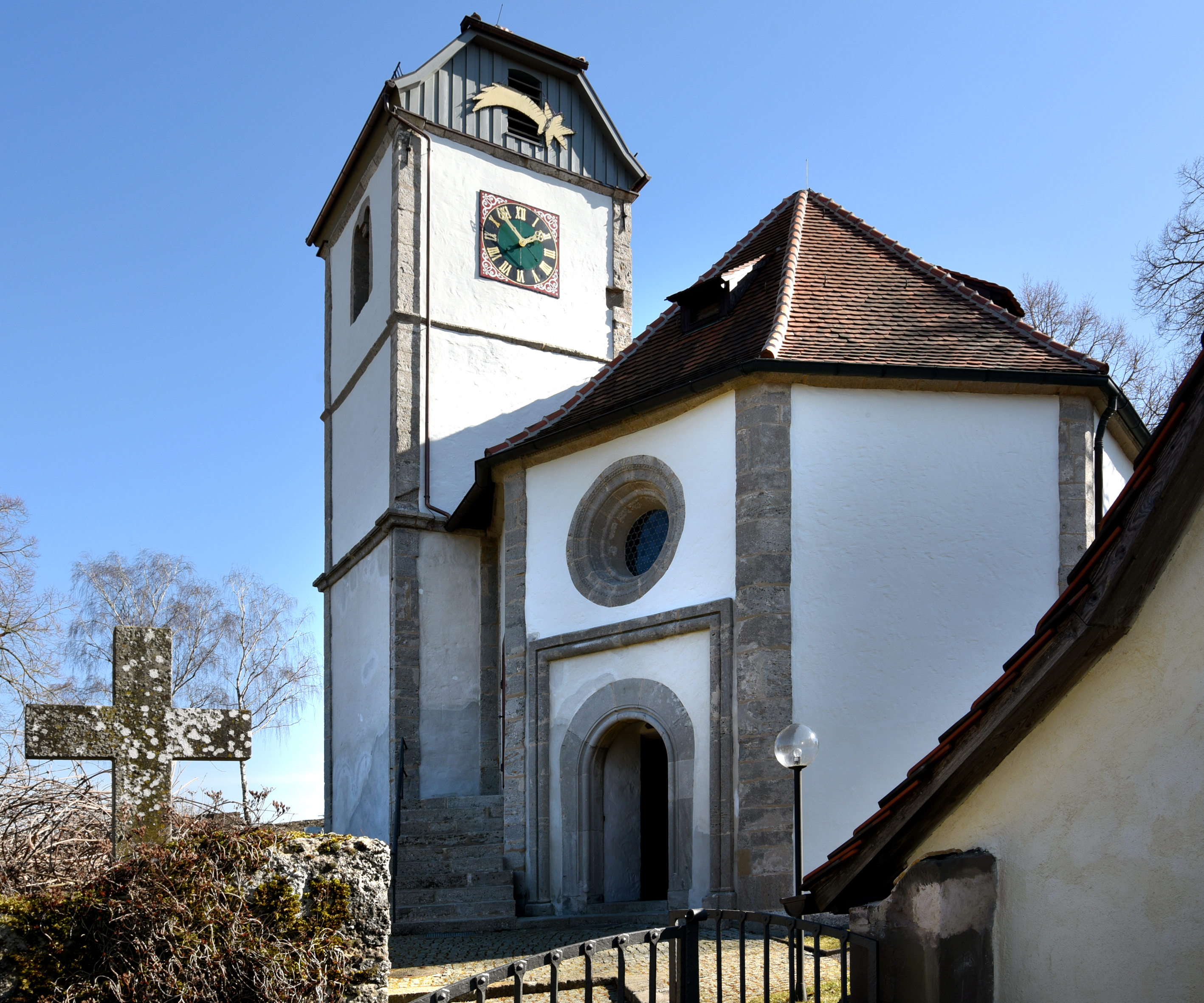
Ulrichskapelle, Standorf 14

- Schirmbach – im gleichnamigen Weiler Schirmbach auf der Gemarkung des Stadtteils Reinsbronn
- Schirmbacher Klinge
- Schirmbacher Steige
- Schirmbacher Straße
- Schlosserbuck
- Schloßhof
- Schmiedgasse
- Schonach – im gleichnamigen Weiler Schonach auf der Gemarkung des Stadtteils Finsterlohr
- Schulstraße
- Silcherweg
- Stadtgraben
- Standorf – im gleichnamigen Weiler Standorf auf der Gemarkung des Stadtteils Niederrimbach
- Streichentaler Straße
- Sudetenstraße – nach der Vertreibung der Deutschen aus der Tschechoslowakei ließen sich zahlreiche sudetendeutsche Familien in der Region nieder

## T
- Torstraße
- Triebweg

## U
- Uhlandstraße

## W

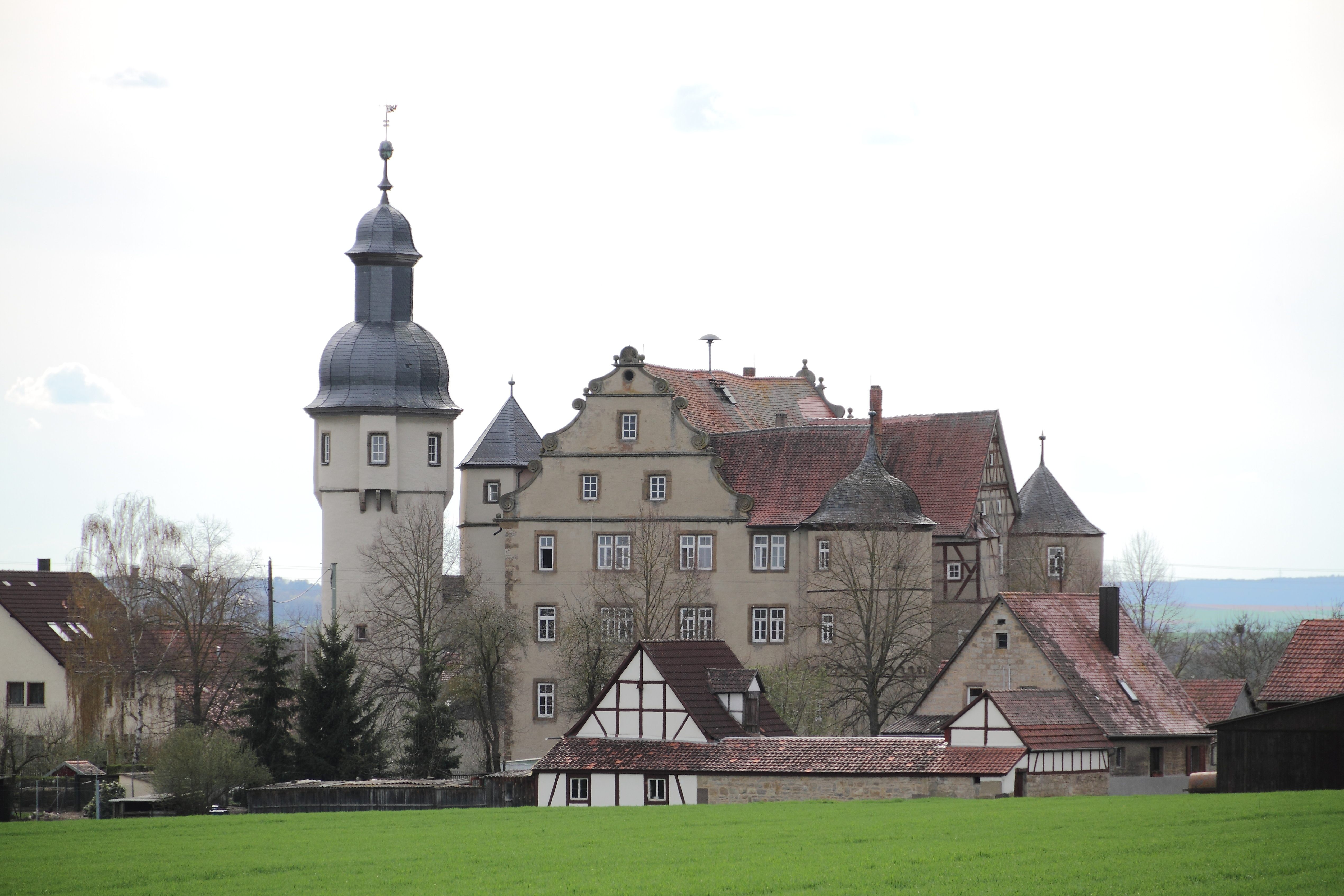
Schloss Waldmannshofen, Waldmannshofen

- Waldmannshofen – im gleichnamigen Stadtteil Waldmannshofen
- Waldstraße
- Walter-Wirthwein-Straße – Benannt nach Walter Wirthwein der im Jahre 1949 in Creglingen die Firma Wirthwein gründete.
- Weinbergstraße

## Z
- Zwischenwasser

## Rad- und Wanderwege
- Jakobsweg Main-Taubertal
  - Etappe 8: Niederstetten – Creglingen[2]
  - Etappe 9: Creglingen – Rothenburg ob der Tauber[2]
- Panoramaweg Taubertal
  - Etappe 1: Rothenburg ob der Tauber – Creglingen[3]
  - Etappe 2: Creglingen – Bad Mergentheim[3]
- Taubertalradweg